# Šómei Tómacu
Šómei Tómacu (東松 照明, Tómacu Šómei, 16. ledna 1930, Nagoja – 14. prosince 2012, Naha) byl japonský fotograf. Hrál významnou roli v rámci japonské poválečné avantgardy a ve vývoji moderní japonské fotografie.

## Životopis
Tómacu se narodil v Nagoji 16. ledna 1930 a studoval ekonomii na univerzitě v Aiči, kterou ukončil v roce 1954. Ještě jako student publikoval své fotografie ve velkých japonských fotografických časopisech. Nastoupil do vydavatelství Iwanami v Tokiu a pracoval na seriálu Iwanami Šašin Bunko. O dva roky později z vydavatelství odešel a začal se živit fotografováním na volné noze.
V roce 1959 kolektiv japonských fotografů Šómei Tómacu, Eikó Hosoe, Ikkó Narahara, Kikudži Kawada, Akira Sato a Akira Tanno založili uměleckou skupinu Vivo, kterou v poválečném Japonsku inspirovalo fotografické hnutí známé jako École de l'image. Přestože byl tento kolektiv aktivní pouze čtyři roky, hluboce ovlivnil japonský fotografický styl šedesátých a sedmdesátých let. O dva roky později byla s velkým ohlasem vydána jeho kniha Hirošima - Nagasaki dokument z roku 1961 o účincích atomových bomb, na které pracoval s Kenem Domonem. V roce 1972 se přestěhoval na Okinawu a v roce 1975 vydal oceněnou knihu fotografií z Okinawy, Pencil of the Sun (太陽の鉛筆, Taijó no enpicu). Pak se Tómacu v roce 1998 přestěhoval do Nagasaki.
Tómacu zemřel na komplikace po zápalu plic ve městě Naha (Okinawa) dne 14. prosince 2012 (informace o jeho smrti byla veřejně oznámena až v lednu 2013). Bylo mu 82 let.

## Výstavy
Tómacu má za sebou různé retrospektivy, a to jak v Japonsku, tak v zahraničí. V prvním desetiletí 21. století se pustil do nové a komplexní série retrospektiv. Podle místa pořízení rozdělil své dílo do pěti „mandal“:
- Nagasaki Mandala (Nagasaki Prefectural Art Museum, 2000)
- Okinawa Mandala (Urasoe Art Museum, 2002)
- Kjo Mandala (Národní muzeum moderního umění Kjóto, 2003)
- Aiči Mandala (Aiči Prefectural Museum of Art, 2006)
- Tokio Mandala (Tokijské muzeum fotografie, 2007)

Šómei Tómacu: Skin of the Nation (Kůže národa), retrospektiva, organizovalo Sanfranciské muzeum moderního umění a kurátorkou byla Sandra S. Phillips a fotograf a spisovatel Leo Rubinfien. Výstava se uskutečnila v letech 2004 až 2006 na mezinárodní scéně: Japan Society, New York (září 2004 - leden 2005), Kanadská národní galerie, Ottawa (leden - duben), Corcoran Museum of Art, Washington, DC (květen - srpen), San Francisco Muzeum moderního umění (únor – květen 2006), Fotomuseum Winterthur (září – listopad 2006) a také v Praze v Galerii Rudolfinum (leden 2007).
Mezi další vybrané výstavy patří:
- Šómei Tómacu: Ravages of Time, Tepper Takajama Fine Arts, Boston, MA, září–říjen 2001
- Myths and Games: Milton Montenegro, Daido Morijama, Hiromi Tsučida and Others, Tepper Takajama Fine Arts, Boston, MA, červen–červenec 2004
- Poli Sci, Tepper Takajama Fine Arts, Boston, MA, září–listopad 2004
- Common Ground: Discovering Community in 150 Years of Art: Selections from the Collection of Julia J. Norrell, Corcoran Museum of Art, Washington, D.C., říjen 2004 – leden 2005
- Festivals and Rituals, Tepper Takajama Fine Arts, Boston, MA, listopad 2004 – leden 2005
- Color/Generations: Šómei Tómacu, Cassio Vasconcellos, Joši Abe and others, Tepper Takajama Fine Arts, Boston, MA, březen–duben 2005
- Saints and Sinners:: Images and Books listopad–prosinec 2006, Tepper Takajama Fine Arts, Boston, MA
- Island Life, Art Institute of Chicago, Chicago, IL, září 2013 – leden 2014
- Šómei Tómacu, Fundación Mapfre Casa Garriga Nogués, Barcelona, červen–září 2018.[9] První Tómacuova retrospektivní výstava ve Španělsku.

## Knihy Tómacuových fotografií

### Knihy s fotografiemi Tómacua a kompilace jeho děl
- Suigai to nihonjin (水害と日本人, Floods and the Japanese). Iwanami Šašin Bunko 124. Tokyo: Iwanami Šoten, 1954. Joint work.  Fotografie reprodukovány v rámci Aiči Mandala (2006).
- Jakimono no mači: Seto (焼き物の町：瀬戸, Pottery town: Seto). Iwanami Šašin Bunko 165. Tokyo: Iwanami Šoten, 1955. Fotografie reprodukovány v rámci Aiči Mandala (2006).
- Hirošima–Nagasaki Document 1961. Tokyo: Japan Council against A- and H-Bombs. S Kenem Domonem.
- "11 ji 02 fun" Nagasaki (＜11時02分＞Nagasaki, "11:02" Nagasaki). Tokyo: Šašin Dójinša, 1966.
- Nippon (日本, Japan). Tokyo: Šaken, 1967.
- Sarāmu areikomu (サラーム・アレイコム). Tokyo: Šaken, 1968. Fotografie Afghánistánu, pořízeno v srpnu 1963.
- Ō! Šinjuku (おお!新宿, Oh! Šinjuku). Tokyo: Šaken, 1969.
- Okinawa Okinawa Okinawa (Okinawa沖縄Okinawa). Tokyo: Šaken, 1969.
- Sengoha (戦後派). Tokyo: Chúókóronša, 1971.  Tokyo: Gurabia Seikóša, 1971.
- Tómacu Šómei šašinšú (東松照明写真集) / I Am a King. Tokyo: Šašinhyóronša, 1972.
- Akemodoro no hana (朱もどろの華). Tokyo: Sanseidó, 1976.
- Doro no Ōkoku (泥の王国) / Kingdom of Mud. Sonorama Šašin Senšo 12. Tokyo: Asahi Sonorama, 1978. Kromě japonského textu obsahuje shrnutí v angličtině. Přepracování materiálu publikovaného dříve v Sarámu areikomu.
- (japonsky) Hikaru kaze (光る風：沖縄) / Sparkling Winds: Okinawa. Nihon no Bi. Tokyo: Šúeiša, 1979. Velkoformátová (37  cm na výšku) kniha barevných fotografií Okinawy.
- Tómacu Šómei (東松照明). Šówa šašin: Zenšigoto. Tokyo: Asahi Šinbunša, 1984. Jedna ze série knih, z nichž každá je věnována celé kariéře jednoho fotografa.
- Šómei Tómacu, Japan 1952–1981. Graz: Edition Camera Austria; Vertrieb, Forum Stadtpark Graz, 1984. ISBN 3-900508-04-6. Německy a anglicky.
- Haien: Tómacu Šómei sakuhinšú (廃園：東松照明作品集) / Ruinous Gardens. Tokyo: Parco, 1987. ISBN 4-89194-150-2.
- Sakura sakura sakura 66 (さくら・桜・サクラ66). Osaka: Brain Center, 1990. ISBN 4-8339-0513-2. Barevné fotografie stromů sakura.
- Sakura sakura sakura 120 (さくら・桜・サクラ120) / Sakura. Osaka: Brain Center, 1990. ISBN 4-8339-0512-4 . Barevné fotografie sakur. Texty japonsky a anglicky.
- Nagasaki "11:02" 1945-nen 8-gacu 9-niči (長崎〈11:02〉1945年8月9日). Photo Musée. Tokyo: Šinčóša, 1995. ISBN 4-10-602411-X.
- Intāfeisu: Tómacu Šómei šašinten (インターフェイス：東松照明写真展) / Interface: Šómei Tomatu  interface. Tokyo: Tokyo Metropolitan Museum of Modern Art, 1996. Výstavní katalog. Japonsky a anglicky.
- Toki no šimajima (時の島々). Tokyo: Iwanami, 1998. ISBN 4-00-008072-5 . Text: Ryúta Imafuku (今福竜太).
- (anglicky) Visions of Japan. Kyoto: Kórinša, 1997. ISBN 4-7713-2831-5 . Fotografie plastových výrobků vyplavených mořem pořízené v letech 1987–1989.
- Tómacu Šómei. Visions of Japan. Kyoto: Kórinša, 1998. ISBN 4-7713-2806-4.
- Nihon rettó kuronikuru: Tómacu no 50-nen (日本列島クロンクル：東末の50年) / Traces: 50 years of Tómacu's works. Tokyo: Tokijské muzeum fotografie, 1999. Japonsky a anglicky.
- (japonsky) Tómacu Šómei (東松照明, Šómei Tómacu). Nihon no Šašinka. Tokyo: Iwanami, 1999. ISBN 4-00-008370-8. Malý přehled Tómacuovy kariéry, se sérií o japonském fotografickém pantheonu.
- Tómacu Šómei 1951–60 (東松照明1951-60, Šómei Tómacu 1951–60). Tokyo: Sakuhinša, 2000. ISBN 4-87893-350-X.
- (anglicky) Rubinfien, Leo, et al. Šómei Tómacu: Skin of the Nation. Yale University Press, 2004. ISBN 0-300-10604-1.
- (anglicky) Jeffrey, Ian. Šómei Tómacu. Phaidon 55. Londýn: Phaidon, 2001. ISBN 0-7148-4019-X.
- Nagasaki mandara: Tómacu Šómei no me 1961– (長崎曼荼羅：東松照明の眼1961〜). Nagasaki: Nagasaki Šinbunša, 2005. ISBN 4-931493-68-8.
- (japonsky) Camp karafuru na! Amarinimo karafuru na!! (Campカラフルな!あまりにもカラフルな!!). Gallery Nii, 2005. Barevné fotografie americké vojenské základny v Okinawě.
- Aiči mandara: Tómacu Šómei no gen-fúkei (愛知曼陀羅：東松照明の原風景) / Aiči Mandala: The Early works of Šómei Tómacu. Aiči Prefectural Museum of Art a Chuniči Šinbun, 2006, výstavní katalog Aiči Prefectural Museum of Art, červen–červenec 2006.  Fotografie 1950–59 a také menší počet pozdějších děl z Aiči. Tato velká kniha obsahuje kapitoly japonsky a anglicky, některé texty v obou jazycích, některý materiál pouze japonsky.
- Tókyó mandara (Tokyo曼陀羅) / Tokyo Mandala: The World of Šómei Tómacu. Tokyo: Tokijské muzeum fotografie, 1997.  Výstavní katalog říjen-prosinec 2007.
- (japonsky) Nantó (南島) / Nan-to. Gallery Nii, 2007. Barevné fotografie Taiwanu, Guamu, Saipanu a dalších ostrovů v jižním Pacifiku.

### Další příspěvky
- Hiraki, Osamu a Keiiči Takeuči. Japan, a Self-Portrait: Photographs 1945–1964. Paříž: Flammarion, 2004. ISBN 2-08-030463-1 . Tómacu je jedním z jedenácti fotografů, jejichž díla jsou obsažena v této knize (další autoři: Ken Domon, Hiroši Hamaja, Tadahiko Hajaši, Eikó Hosoe, Jasuhiro Išimoto, Kikudži Kawada, Ihei Kimura, Šigeiči Nagano, Ikkó Narahara a Takejoši Tanuma).
- Holborn, Mark. Black Sun: The Eyes of Four: Roots and Innovation in Japanese Photography. New York: Aperture, 1986. ISBN 0-89381-185-8 . Zbývající tři autoři jsou: Masahisa Fukase, Eikó Hosoe a Daidó Moridžama.
- 25-nin no 20-dai no šašin (25人の20代の写真) / Works by 25 Photographers in their 20s. Kijosato Museum of Photographic Arts, výstavní katalog, 1995. Doprovodné texty japonsky a anglicky.
- Kaku: Hangenki (核：半減期) / The Half Life of Awareness: Photographs of Hiroshima and Nagasaki. Tokio: Tokijské muzeum fotografie, 1995.  výstavní katalog; popisky a text japonsky a anglicky. Dvacet tři stran je věnováno Tómacuovým fotografiím (další autoři: Ken Domon, Tošio Fukada, Kikujiró Fukušima, Šigeo Hajaši, Kendži Išiguro, Šunkiči Kikuči, Micugi Kišida, Eiiči Macumoto, Yošito Macušige, Hiromi Tsučida a Yósuke Jamahata).
- Nihon šašin no tenkan: 1960 nendai no hyógen (日本写真の転換：1960時代の表現) / Innovation in Japanese Photography in the 1960s. Tokyo: Tokyo Metropolitan Museum of Photography, 1991.  výstavní katalog, text japonsky a anglicky, s. 78–88 výstavních fotografií z cyklu "11:02 Nagasaki".
- Szarkowski, John a Šóji Jamagiši. New Japanese Photography. New York: Museum of Modern Art, 1974. ISBN 0-87070-503-2 (pevná vazba), ISBN 0-87070-503-2 (papírová vazba). Obsahuje dvacet Tómacuových fotografií.
- Jamagiši, Šoji, ed. Japan: A Self-Portrait. New York: International Center of Photography, 1979. ISBN 0-933642-01-6 (pevná vazba), ISBN 0-933642-02-4 (paper). Obsahuje dvanáct fotografií Tómacua z cyklu American bases and their surroundings: 1960s–1970s.